# Чемпионат СССР по тяжёлой атлетике 1954
29-й чемпионат СССР по тяжёлой атлетике прошёл с 10 по 13 мая 1954 года в Петрозаводске (Карело-Финская ССР). В нём приняли участие 158 атлетов, которые были разделены на 7 весовых категорий и соревновались в троеборье (жим, рывок и толчок).

## Медалисты
| Категория                  | Золото                                       | Золото                       | Серебро                                       | Серебро                          | Бронза                                      | Бронза                       |
| До 56 кг (легчайший вес)   | Бакир Фархутдинов «Динамо» Москва            | 310 кг (97,5 + 92,5 + 120)   | Владимир Вильховский «Спартак» Москва         | 307,5 кг (92,5 + 95 + 120)       | Роберт Роман «Крылья Советов» Москва        | 302,5 кг (90 + 90 + 122,5)   |
| До 60 кг (полулёгкий вес)  | Рафаэль Чимишкян «Динамо» Тбилиси            | 345 кг (102,5 + 105 + 137,5) | Николай Саксонов Вооружённые Силы Свердловск  | 337,5 кг (95 + 105 + 137,5)      | Иван Удодов «Динамо» Ростов-на-Дону         | 332,5 кг (100 + 102,5 + 130) |
| До 67,5 кг (лёгкий вес)    | Дмитрий Иванов «Спартак» Москва              | 372,5 кг (115 + 115 + 142,5) | Георгий Щеглов Вооружённые Силы Москва        | 360 кг (105 + 112,5 + 142,5)     | Александр Фаламеев «Авангард» Ленинград     | 355 кг (105 + 107,5 + 142,5) |
| До 75 кг (полусредний вес) | Юрий Дуганов «Искра» Ленинград               | 392,5 кг (115 + 127,5 + 150) | Фёдор Богдановский Вооружённые Силы Ленинград | 380 кг (120 + 115 + 145)         | Михаил Акопянц «Строитель» Ереван           | 375 кг (120 + 115 + 140)     |
| До 82,5 кг (средний вес)   | Владимир Пушкарёв «Динамо» Москва            | 405 кг (117,5 + 125 + 162,5) | Николай Меркулов Вооружённые Силы Киев        | 400 кг (125 + 120 + 155)         | Трофим Ломакин Вооружённые Силы Москва      | 395 кг (125 + 120 + 150)     |
| До 90 кг (полутяжёлый вес) | Аркадий Воробьёв Вооружённые Силы Свердловск | 435 кг (130 + 135 + 170)     | Фёдор Осыпа «Динамо» Харьков                  | 432,5 кг (132,5 + 132,5 + 167,5) | Пётр Матюха Вооружённые Силы Казань         | 405 кг (125 + 122,5 + 157,5) |
| Свыше 90 кг (тяжёлый вес)  | Алексей Медведев «Крылья Советов» Москва     | 450 кг (142,5 + 137,5 + 170) | Евгений Новиков Вооружённые Силы Вильнюс      | 442,5 кг (150 + 127,5 + 165)     | Пётр Барановский Вооружённые Силы Ленинград | 427,5 кг (135 + 127,5 + 165) |